# 有機化合物
有機化合物（ゆうきかごうぶつ、英: organic compound）とは、炭素を含む化合物の大部分をさす。炭素原子が共有結合で結びついた骨格を持ち、分子間力によって集まることで液体や固体となっているため、沸点・融点が低いものが多い。
下記の歴史的背景から、炭素を含む化合物であっても、一酸化炭素、二酸化炭素、炭酸塩、青酸、シアン酸塩、チオシアン酸塩等の単純なものは例外的に無機化合物と分類し、有機化合物には含めない。例外は慣習的に決められたものであり、現代では単なる「便宜上の区分」である。有機物質（ゆうきぶっしつ、英: organic substance）あるいは有機物（ゆうきぶつ、英: organic matter）とも呼ばれる。

## 歴史
18世紀には、生物すなわち有機体 (organisms) に由来する化合物には生命力が宿っているため特別な性質を持つとみなされており、イェンス・ベルセリウスは物質を生物から得られるものと鉱物から得られるものとに分け、それぞれ「有機化合物」「無機化合物」と定義した。その後、フリードリヒ・ヴェーラーが無機物であるシアン酸アンモニウムから有機物である尿素を人工的に作り出すことに成功すると、この定義は意義を失ったが、以降有機化合物を扱う有機化学は飛躍的な発展を遂げることになった。

### 背景
初めて「有機物」という名称を提唱したのは、19世紀はじめの化学者イェンス・ベルセリウスである。ベルセリウスによる有機物との名称は、17世紀から18世紀の化学者ゲオルク・エルンスト・シュタールが主張した有機体（生物）の体内でしか製造できない化合物という生気論の概念を言語化したものであった。
近代科学の黎明期から有機化合物と生物とは互いに密接な関係にあった。それらに関する歴史的な経緯は生物学と有機化学の年表にも詳しい。とりわけ、18世紀までは今日でいう有機化合物がある意味で生物の付属物と考えられていた。
ところが、1828年にフリードリヒ・ヴェーラーはシアン酸アンモニウムを加熱中に尿素の結晶が生成しているのを発見した。この尿素の合成に端を発し、有機物は生物に必ずしも付属したものに限定されないと考えられるようになった。ちなみに、無機物から有機物の尿素を初めて合成したヴェーラーは「有機物」の提唱者ベルセリウスの弟子であった。この発見以降、複数種類の有機化合物が生物の関与なしに化学的に合成されるにいたり、生気論に対する打撃となった。
有機物という語は現在でも用いられている。しかし、「生物由来」という概念を内包していたベルセリウスによる有機物の名称とは意味が変化してきており、上述した有機化合物の区分と（ベルセリウスによる）有機物の区分は厳密にいうならば完全には一致していない。そして実際にも、生物を介さず化学的に合成された多数の化合物が有機化合物の物質群に含まれている。現在では、「生物由来の有機化合物」という意味で、「天然物」あるいは「天然化合物」という用語が使用されることもある。

### 応用

#### 化学工業
20世紀に入ると有機化合物の構造と物性との関連について理解が進み、分子構造を改変することで物質の機能をデザインするということがおぼろげながらも可能になってきた。最初は染料の分野で始まったこの流れは、医薬あるいは繊維の分野に波及し化学工業という産業分野が勃興した。
1950年代以前は石炭ガスの副産物であるコールタールが化学工業の主要資源であったが、1950年代以降に急速に発展した石油化学工業が石油に由来する多量で且つ多様な有機化合物原料を提供するようになった。それにより高分子化学製品である様々なプラスチックを初めとして、衣・食・住など人間生活の様々な局面に、機能を設計された多種多様な有機化合物が活用されるようになった。
有機化合物は生命体の構成分子との類似性が高く自然界に開放されると生命に吸収されるなど、金属などの無機物よりも比較的毒性が強く、環境側面での影響が大きいため様々な対策が行われてきている。

#### 機能性分子
19世紀以来、有機化合物は希少な天然産物を大量に生産したり、天然産物の模倣による機能の改善など、生物あるいは天然物を意識した化合物の化学としてその研究が展開していった。シクロデキストリンやクラウンエーテルなど包接化合物の研究に端を発して、1980年代以降、コンピュータの著しい能力向上と計算化学の発展に相応して、機能を天然物に求めることなく分子構造から想定される物理学的作用に基づいた機能の設計により、新規の有機化合物が生み出されるようになった。そのような有機化合物の例として、機能性分子あるいは超分子が挙げられる。
すなわち、機能性分子はナノテクノロジーに対する有機化学的アプローチである。

## 種類
有機化合物の種類は色々な観点で分類され色々な名称で呼びあらわされる。以下にその種類を分野あるい上位下位概念ごとに取りまとめた。（リストの段付けは上位概念の細分化を示す場合と、上位概念と関連のある区分を列挙した場合の双方の場合がある）
1. 構造あるいは官能基で分類される種類
  - IUPAC名

IUPAC命名法に基づく種類は記事 IUPAC命名法 に詳しい。
  - 官能基別化合物名

官能基別化合物名に基づく種類は記事 有機化学 に詳しい。
  - 芳香性の有無による分類
    - 芳香族化合物
    - 脂肪族化合物

  - 骨格構造による分類
    - 鎖式化合物
      - 脂肪族化合物(非環式)

    - 環式化合物
      - 芳香族化合物
      - 脂環式化合物

  - 不飽和結合の有無による分類
    - 飽和化合物
      - 飽和炭化水素

    - 不飽和化合物
      - 不飽和炭化水素

  - 元素の種類による分類
    - 環式化合物
      - 単素環式化合物
        - 脂環式炭化水素
        - 芳香族炭化水素

      - 複素環式化合物
        - 複素脂環式化合物
        - 複素芳香族化合物
2. 研究分野で分類される種類
  - 天然物
    - 油脂化合物（脂肪）
    - 糖化合物（炭水化物）
    - ペプチド化合物（蛋白質）
    - 核酸化合物（DNA・RNA）
    - アルカロイド化合物
    - ステロイド化合物（テルペン化合物）

  - 生体内物質
    - 酵素
      - 基質
      - 補酵素（ビタミン）
      - 阻害剤（インヒビター）

    - 受容体
      - アゴニスト
      - アンタゴニスト

    - ホルモン
      - ステロイドホルモン
      - ペプチドホルモン

    - 伝達物質
      - 神経伝達物質
      - オータコイド
      - セカンドメッセンジャー物質

    - 抗生物質
    - 海洋天然物

  - 高分子化合物
    - 合成樹脂
      - エラストマー化合物（ゴム）
      - ゲル化合物

  - コロイド化合物
  - 機能性分子（超分子）
    - 包接化合物
      - シクロデキストリン
      - クラウンエーテル（クリプタンド）
      - カリックスアレーン

    - 人工酵素
3. 用途で分類される種類
  - 染料（色素・塗料）
  - 有機溶剤
  - 香料（フレグランス・フレーバー）
  - 充填剤（接着剤）
  - プラスチック（合成繊維・エンジニアリングプラスチック）
  - 農薬
    - 殺虫剤
    - 除草剤
4. 法規制で分類される種類
  - 医薬品（動物薬）
    - 医薬部外品（化粧品）

  - 毒物（劇物）
    - 特定毒物

  - 麻薬（麻薬原料）
  - 覚せい剤（覚せい剤原料）
  - 向精神薬（向精神薬原料）
  - 危険物